# Endrunde der Deutschen Mannschaftsmeisterschaft im Schach 1964
Die Endrunde der Deutschen Mannschaftsmeisterschaft im Schach 1964 fand vom 15. bis 17. Oktober 1964 in Solingen statt.
Es traten der Hannoversche Schachklub, der Münchener Schachklub von 1836, die Schachgemeinschaft Porz und der Schachklub Palamedes Hamburg im Finale der Westdeutschen Mannschaftsmeisterschaft Spielsaison 1963/64 an. Es wurde ein Rundenturnier ausgetragen.

## Erste Runde
| Brett | München            | Porz            | 4,5:3,5 |
| ----- | ------------------ | --------------- | ------- |
| 1     | Wolfgang Unzicker  | Paul Tröger     | remis   |
| 2     | Gerd Rinder        | Helmut Pfleger  | remis   |
| 3     | Heinz de Carbonnel | Johannes Eising | 1:0     |
| 4     | Günter Maier       | Hans Besser     | remis   |
| 5     | Fedor Hermann      | Klaus Kunze     | remis   |
| 6     | Josef Gerer        | Gerhard Hund    | 1:0     |
| 7     | Josef Steger       | R. Modic        | 0:1     |
| 8     | Otto Thiermann     | Wolfgang Manner | remis   |

| Brett | Hamburg           | Hannover               | 5,0:3,0 |
| ----- | ----------------- | ---------------------- | ------- |
| 1     | Werner Pesch      | Dieter Weise           | remis   |
| 2     | Ottokar Martius   | Manfred Heilemann      | 1:0     |
| 3     | Christian Clemens | Heinz Stern            | 1:0     |
| 4     | Bodo Rhodin       | Hans Jürgen Klages     | 0:1     |
| 5     | Hans Pesch        | Heinz-Wilhelm Dünhaupt | remis   |
| 6     | Harm Cording      | Dieter Stern           | remis   |
| 7     | Frank Waligora    | Gohlke                 | 1:0     |
| 8     | Karl Heinz Nugel  | Peters                 | remis   |

## Zweite Runde
| Brett | Hannover               | München           | 4,0::4,0 |
| ----- | ---------------------- | ----------------- | -------- |
| 1     | Manfred Heilemann      | Wolfgang Unzicker | 0:1      |
| 2     | Dieter Weise           | Gerd Rinder       | 1:0      |
| 3     | Hans Jürgen Klages     | Heinz de Carbonel | remis    |
| 4     | Heinz Stern            | Günter Maier      | remis    |
| 5     | Heinz-Wilhelm Dünhaupt | Fedor Hermann     | remis    |
| 6     | Dieter Stern           | Josef Steger      | 1:0      |
| 7     | H. Mölck               | Josef Gerer       | 0:1      |
| 8     | Gohlke                 | Zell              | remis    |

| Brett | Hamburg           | Porz            | 3,5:4,5 |
| ----- | ----------------- | --------------- | ------- |
| 1     | Werner Pesch      | Helmut Pfleger  | 0:1     |
| 2     | Ottokar Martius   | Paul Tröger     | 1:0     |
| 3     | Christian Clemens | Johannes Eising | remis   |
| 4     | Hans Pesch        | Hans Besser     | 0:1     |
| 5     | Bodo Rhodin       | Klaus Kunze     | remis   |
| 6     | Frank Waligora    | Gerhard Hund    | 0:1     |
| 7     | Harm Cording      | Wolfgang Manner | remis   |
| 8     | Karl Heinz Nugel  | R. Modic        | 1:0     |

## Dritte Runde
| Brett | Porz             | Hannover               | 6,0:2,0 |
| ----- | ---------------- | ---------------------- | ------- |
| 1     | Paul Tröger      | Dieter Weise           | 1:0     |
| 2     | Helmut Pfleger   | Manfred Heilemann      | remis   |
| 3     | Hans Besser      | Hans Jürgen Klages     | 1:0     |
| 4     | Johannes Eising  | Heinz Stern            | 1:0     |
| 5     | Gerhard Hund     | Heinz-Wilhelm Dünhaupt | remis   |
| 6     | Klaus Kunze      | Dieter Stern           | remis   |
| 7     | Wilfried Hilgert | H. Mölck               | 1:0     |
| 8     | Wolfgang Manner  | Gohlke                 | remis   |

| Brett | München           | Hamburg           | 5,0:3,0 |
| ----- | ----------------- | ----------------- | ------- |
| 1     | Wolfgang Unzicker | Werner Pesch      | 1:0     |
| 2     | Gerd Rinder       | Ottokar Martius   | remis   |
| 3     | Günter Maier      | Christian Clemens | remis   |
| 4     | Heinz de Carbonel | Bodo Rhodin       | 1:0     |
| 5     | Fedor Hermann     | Hans Pesch        | remis   |
| 6     | Josef Gerer       | Frank Waligora    | 1:0     |
| 7     | Otto Thiermann    | Karl Heinz Nugel  | remis   |
| 8     | Zell              | Harm Cording      | 0:1     |

## Kreuztabelle
| Platz | Verein   | 1   | 2   | 3   | 4   | M-Siege | B-Punkte |
| ----- | -------- | --- | --- | --- | --- | ------- | -------- |
| 1     | München  |     | 4,5 | 5,0 | 4,0 | 2,5     | 13,5     |
| 2     | Porz     | 3,5 |     | 4,5 | 6,0 | 2,0     | 14,0     |
| 3     | Hamburg  | 3,0 | 3,5 |     | 5,0 | 1,0     | 11,5     |
| 4     | Hannover | 4,0 | 2,0 | 3,0 |     | 0,5     | 9,0      |

Die Schachgemeinschaft Porz war erstmals bei einer Endrunde dabei. Josef Gerer aus München holte drei Punkte aus drei Partien. Diese überregionalen Treffen bieten für jeden Verein einen Anreiz zur Leistungsverbesserung und geben den jungen nicht so bekannten Spielern an den Brettern 7 und 8 Gelegenheit, einmal im größeren Rahmen am deutschen Schach mitzuwirken.

## Die Meistermannschaft
| 1.            | Münchener SC 1836 |
| Schachfiguren | Wolfgang Unzicker, Gerd Rinder, Maier, Heinz de Carbonnel, Fedor Hermann, Josef Gerer, Josef Steger, Otto Thiermann, Zell |